# Rodrigo Ely
Rodrigo Ely (* 3. November 1993 in Lajeado) ist ein brasilianisch-italienischer Fußballspieler, der aktuell beim brasilianischen Erstligisten Grêmio Porto Alegre unter Vertrag steht.

## Karriere

### Verein
Rodrigo Ely wurde 2010 für die Jugendabteilung der AC Mailand verpflichtet. Nach einigen Leihstationen bei den Serie B Vereinen Reggina Calcio, Varese und Avellino kehrte er im Sommer 2015 zu Milan in die erste Mannschaft zurück und erhielt einen Vertrag bis zum 30. Juni 2019.
Im Januar 2017 schloss sich Ely Deportivo Alavés zunächst auf Leihbasis für ein halbes Jahr an. Dort debütierte er am 11. März 2017 im Spiel gegen den FC Málaga. Nach der halbjährigen Leihe wechselte er anschließend komplett zu Deportivo Alavés.
Anfang September 2021 unterschrieb Rodrigo Ely einen Einjahresvertrag beim englischen Zweitligisten Nottingham Forest. Nur wenige Tage nach seiner Verpflichtung wurde der Cheftrainer Chris Hughton bei Forest entlassen. Unter dem Nachfolger Steve Cooper blieb Ely ohne Berücksichtigung. Daher einigte er sich Ende Januar 2022 mit dem Verein auf eine vorzeitige Vertragsauflösung.
Am 7. März 2022 gab der spanische Klub UD Almería die Verpflichtung von Ely bekannt. Nach eineinhalb Jahren kehrte der Spieler in seine Heimat zurück. Hier unterzeichnete er bei seinem Ausbildungsklub Grêmio Porto Alegre einen Kontrakt über zwei Jahre.

### Nationalmannschaft
Nachdem Ely in der U-19 und der U-20 für Italien aufgelaufen war, wechselte er die Nationalmannschaft und spielte fortan für die brasilianische U-23.